# Gromada Kawodrza Dolna
Gromada Kawodrza Dolna war eine Verwaltungseinheit in der Volksrepublik Polen zwischen 1954 und 1961. Verwaltet wurde die Gromada vom Gromadzka Rada Narodowa dessen Sitz sich in Kawodrza Dolna (heute Teil von Gnaszyn-Kawodrza einem Stadtteil von Częstochowa) befand und der aus 27 Mitgliedern bestand.

Die Gromada Kawodrza Dolna gehörte zum Powiat Częstochowski in der Woiwodschaft Katowice (damals Stalinogród) und bestand aus der ehemaligen Gromada Kawodrza Dolna, Kawodrza Górna und Wielki Bór der aufgelösten Gmina Gnaszyn Dolny.

Zum 31. Dezember 1961 wurde die Gromada Kawodrza Dolna aufgelöst und die Gromada Gnaszyn Dolny eingegliedert.